# Caillardia robusta
Caillardia robusta är en insektsart som beskrevs av Loginova-dudykina 1956. Caillardia robusta ingår i släktet Caillardia och familjen rundbladloppor. Inga underarter finns listade i Catalogue of Life.